# Niniwa Roberts-Lang
Niniwa Kiri Rata Roberts-Lang (Takapuna, 1. lipnja 1976.) je novozelandska hokejašica na travi. Igra na mjestu navalne igračice.
Svojim igrama je izborila mjesto u novozelandskoj izabranoj vrsti. Prvi put je sudjelovala u izabranoj novozelandskoj djevojčadi 2001. u susretu protiv Indije.
Najbolji je strijelac novozelandskog predstavništva i glavna je opasnost za protivnike pri izvođenju kaznenih udaraca iz kuta.
Ova napadačica   s velikom sigurnošću puca s bilo kojeg mjesta u krugu. Bila je trećim strijelcem izlučnih natjecanja u za OI 2004., održanih u Aucklandu s 5 postignutih pogodaka. Odigrala je preko 100 utakmica za Novi Zeland.
U sastavu se kao drugo rješenje za Niniwu Roberts-Lang koristi Diana Weavers i Lizzy Igasan.

## Sudjelovanja na velikim natjecanjima
- 2001.: Trofej prvakinja u Amstelveenu, 5. mjesto
- 2002.: Igre Commonwealtha u Manchesteru, 4. mjesto
- 2002.: Trofej prvakinja u Macau, 5. mjesto
- 2002.: SP u Perthu: 11.
- 2003.: Champions Challenge u Cataniji, 4. mjesto
- 2004.: izlučna natjecanja za OI 2004., održana u Aucklandu, 3. mjesto
- 2004.: OI u Ateni, 6. mjesto
- 2004.: Trofej prvakinja u Rosariju, 6. mjesto
- 2005.: Champions Challenge u Virginia Beachu, prvakinje
- 2006.: izlučna natjecanja za SP 2006., održana u Rimu, 7. mjesto
- 2007.: Oceanijski kup u Buderimu, prvakinje
- 2008.: OI u Pekingu, 12. mjesto